# MV 아구스타 스트라달레 800
MV 아구스타 스트라달레 800(이탈리아어: MV Agusta Stradale 800)은 MV 아구스타에서 2015년부터 2017년까지 생산했던 스포츠 투어링 모터사이클이다.